# Neues Schloss Ettmannsdorf

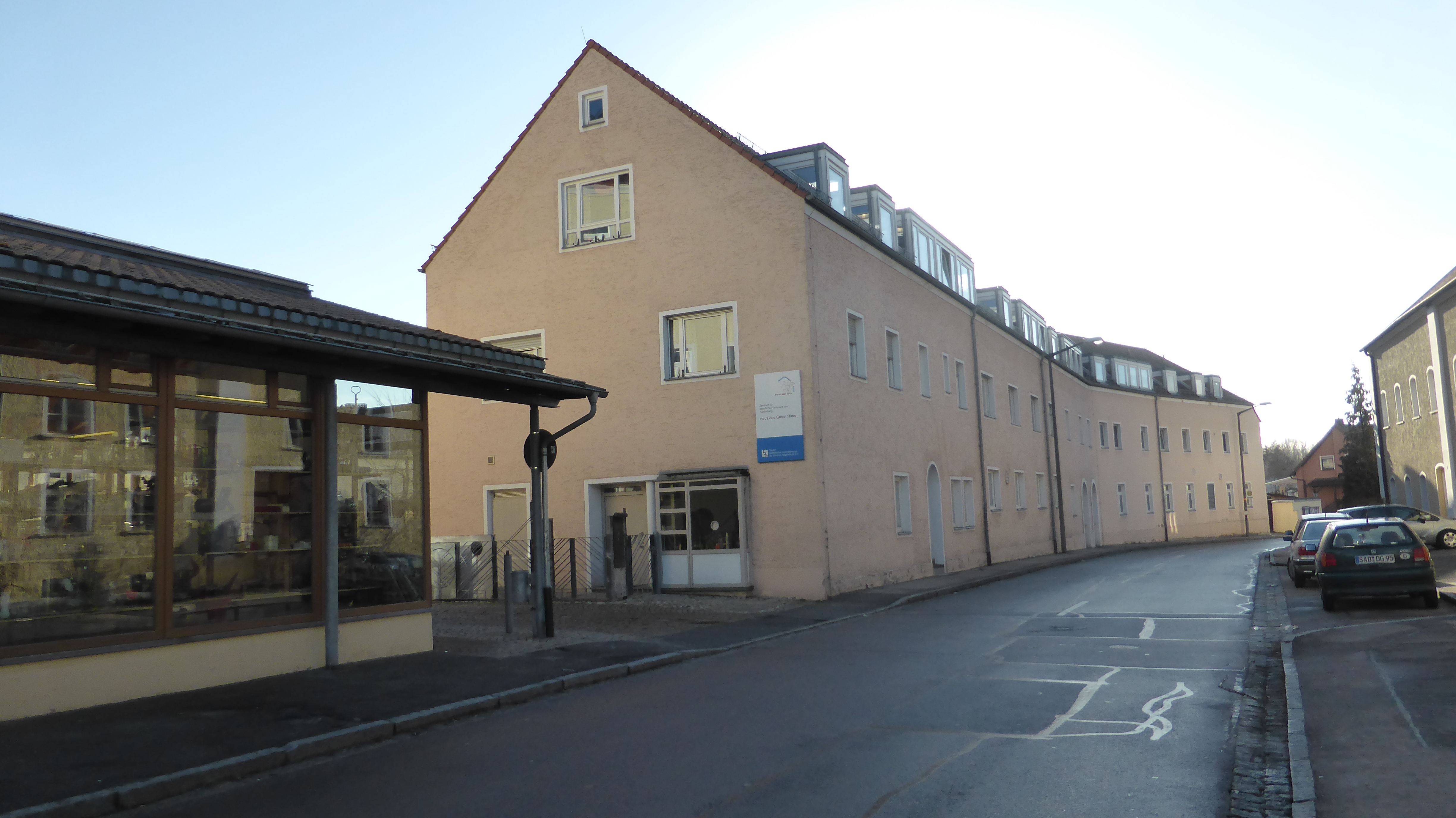
Neues Schloss Ettmannsdorf

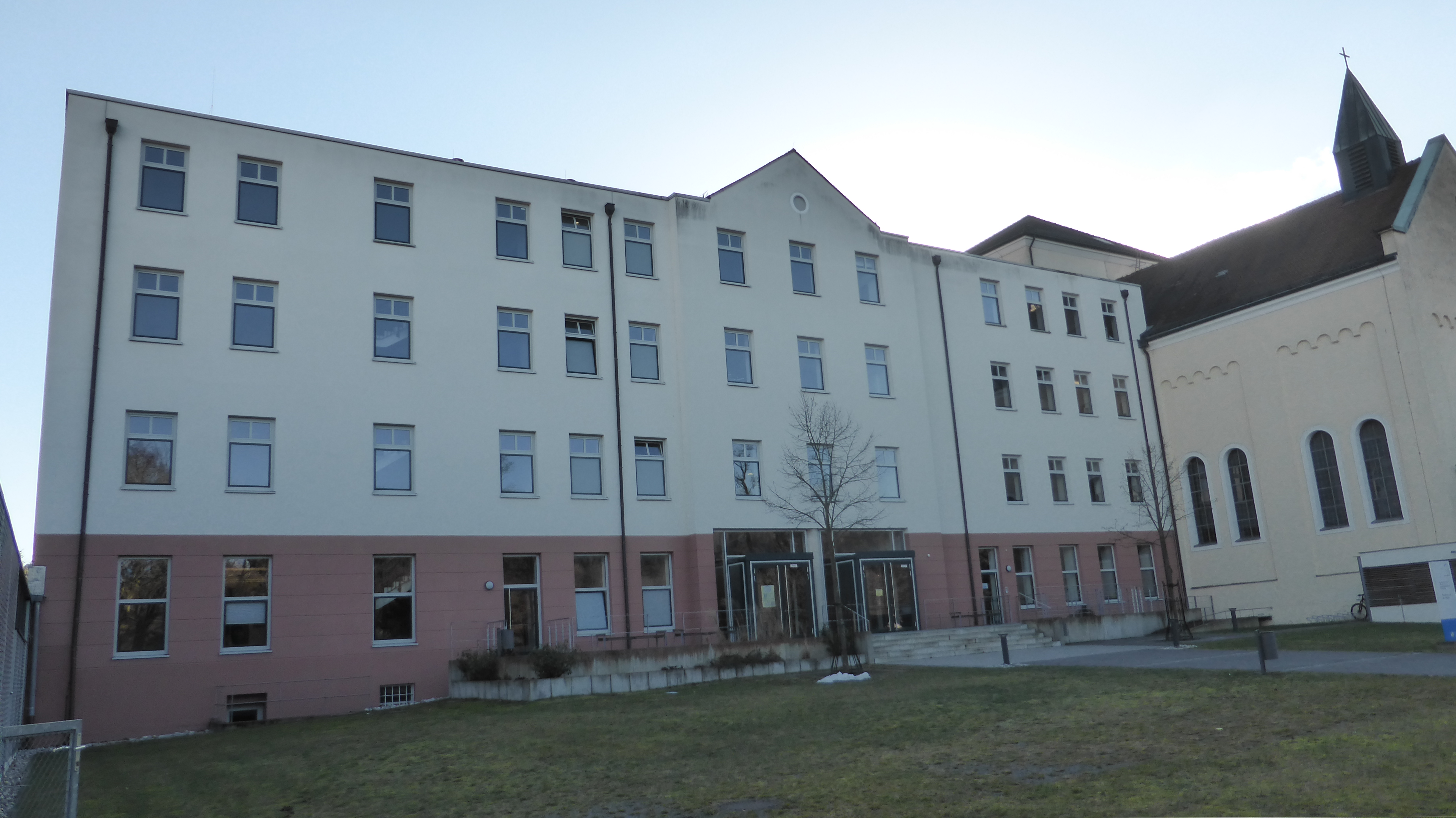
Neues Schloss Ettmannsdorf – Kloster vom guten Hirten

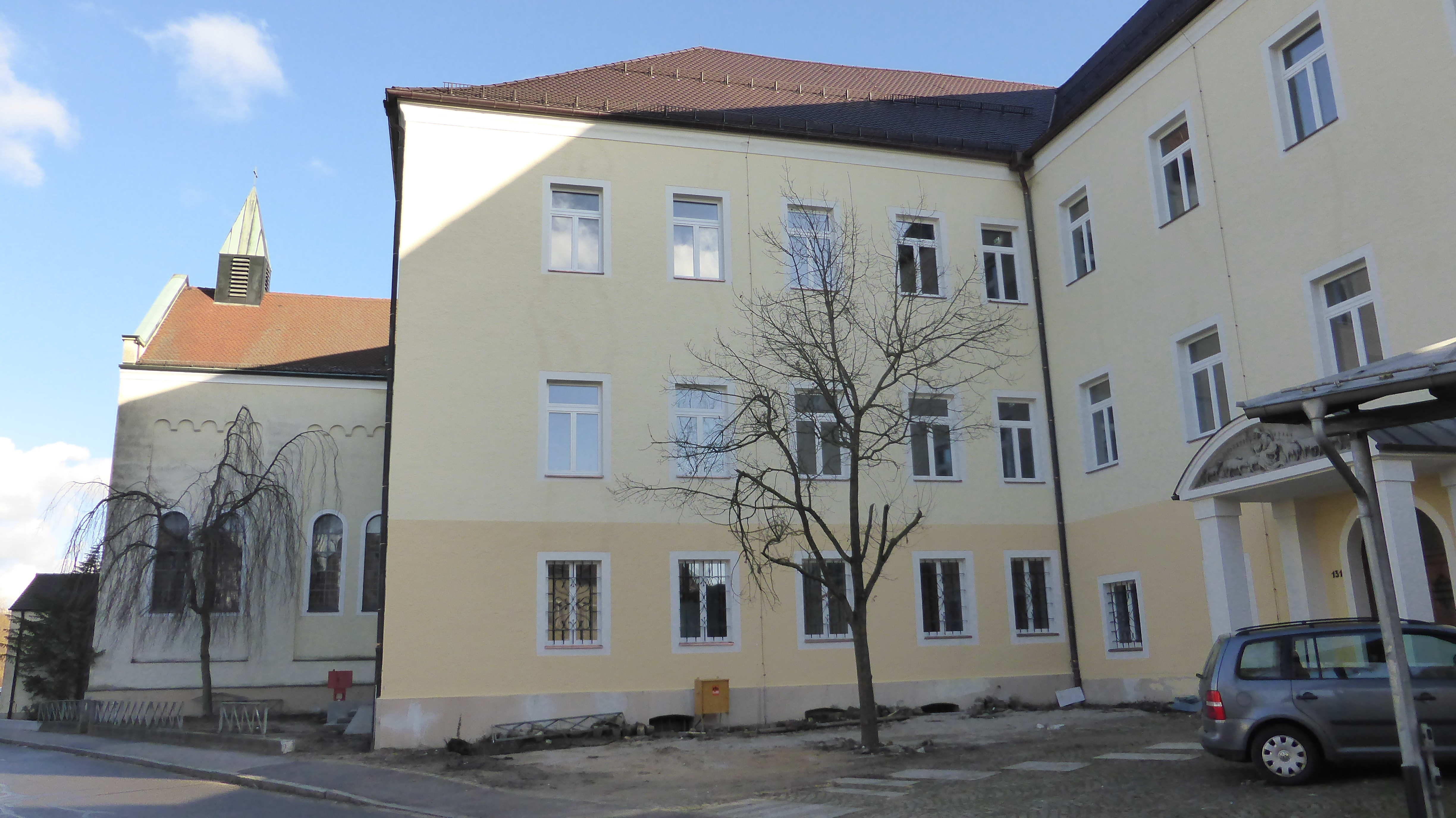
Neues Schloss Ettmannsdorf

Das Neue Schloss Ettmannsdorf ist ein ehemaliges Barockschloss im heutigen Ortsteil Ettmannsdorf der oberpfälzischen Stadt Schwandorf (Ettmannsdorfer Straße 131). Die Anlage wird als Bodendenkmal unter der Aktennummer D-3-6638-0116 im Bayernatlas als „archäologische Befunde und Funde im Bereich des alten und neuen Schlosses von Ettmannsdorf, darunter die Spuren des zugehörigen Eisenhammers“ geführt. 

## Geschichte
Die Geschichte des Schlosses geht angeblich auf das 13. Jahrhundert zurück. 1292 erwerben die Paulsdorfer Grundbesitz in Ettmannsdorf. Ein Chunrad Paulsdorfer soll 1296 hier ein Rittergut erbaut haben. Dieses wird im Bereich des Neuen Schlosses (die späteren Stallungen und Gebäude der Landwirtschaft) vermutet. Im herzoglichen Urbar von 1326 wird ein Otto, Diener des Weigel von Trausnitz, erwähnt, der den Vogtzins entrichtet. Den Hof neben der Kirche hat 1327 Herrmann Marschall von Naabeck inne. Zudem haben die Parsberger die Mühle in Ettmannsdorf besessen. 1347 sind Conrad Paulsdorfer von Haselbach und seine Frau Osanna die hiesigen Besitzer; auf diese folgt deren Sohn Niklas Paulsdorfer. 1412 ist Heimeram Nothafft von Wernberg der Inhaber von Ettmannsdorf, der den Besitz auf dem Heiratsweg über seine Frau Praxedis Paulsdorfer bekommen hat. 1419 sind Conrad VII. Paulsdorfer, ein Neffe der Praxedis, und 1422 Wilhelm Paulsdorfer hier begütert. 1423 wurden bei einem Besuch von Pfalzgraf Johann in Schwandorf der Burgfrieden von Ettmannsdorf abgesteckt und seitdem kann Ettmannsdorf als Hofmark gelten (siehe auch Altes Schloss Ettmannsdorf).
Ab 1650 sind die Rußwurms die Hofmarksherren von Ettmannsdorf. Erster aus dieser Familie ist Hanns Christoph Rußwurm Nachfolger wurde Peter Wenzel von Rußwurm, Truchseß und Pfleger von Hemau. Er war mit Rosina Sophia geb. Gräfin von Kreith, verheiratet. Er erbaute um 1680 das Neue Schloss in Ettmannsdorf, das spätere Kloster „zum guten Hirten“. Er selbst verstarb bereits 1699. Wolf Philipp von Rußwurm leistete am 18. Oktober 1706 die Landsassenpflicht († 1727). Ihm folgte sein Bruder Veith Ludwig von Rußwurm nach. Er war Forstmeister in Painten, Pfleger zu Hemau und Kapitän der Leibgarde. Dieser verstarb 1762 kinderlos in Mannheim. Dies war auch das Ende der Familie der Rußwurm auf Haselbach und Ettmannsdorf.
Durch Kauf kam die Hofmark dann an Karoline Franziska Dorothea von Parkstein. Diese war eine außerehelich geborene Tochter des Kurfürsten Karl Theodor von Pfalz-Bayern und der Françoise Després-Verneuil (eigentlich Bäckerstochter Franciska Huber aus Mannheim). Karoline von Parkstein besaß die Hofmarken Ettmannsdorf und Haselbach bis 1769. Am 27. Juni 1777 kaufte Max Karl Freiherr von Spiering († am 15. März 1787) auf Fronberg die beiden Hofmarken. Für den noch minderjährigen Sohn Carl Theodor von Spiering legte der Advokat Miltner am 19. Dezember 1778 die Landsassenpflicht ab, Carl Thodor konnte erst  ab 1804 die Hofmark übernehmen († am 21. Juni 1829 in Regensburg). Er war der letzte männliche Nachkomme der Familie von Spiering. Von ihm ist bekannt, dass er große Angst vor einem Scheintod hatte; deshalb ließ er sich im Schlosspark von Fronberg in einer Gruft mit Glasfenstern und in einem von innen zu öffnenden Sarg bestatten. Zudem mussten ein Feuerzeug zum Lichtmachen und einige Flaschen Wein bereitgestellt werden. Erst nach einiger Zeit wurde  die Gruft dann vermauert. Carl Theodor hinterließ drei Töchter: (1) Ida, verheiratet mit dem württembergischen Kammerherrn Graf Friedrich von Dillen; (2) Agnes, verheiratet mit dem königlich-bayerischen Kämmerer Graf Carl von Butler-Clonebough und Caroline, die den Besitz in Fronberg, Ettmannsdorf und Haselbach übernahm.
Caroline von Spiering heiratete 1831 den königlichen Kämmerer Karl Theodor Graf von Holnstein zu Schwarzenfeld (aus einer Bastard-Linie der Wittelsbacher stammend). Ihre Güter konnte die verheiratete Caroline von Holnstein selbst verwalten. Aus der Ehe stammt Graf Maximilian von Holstein, ein enger Vertrauter von König Ludwig II. Die Ehe wurde bereits 1836 „von Tisch und Bett“ geschieden, aber erst 1857 durfte sie ihren Geliebten Wilhelm Freiherr von Künsberg ehelichen. 1859 ging der Besitz an diesen über. Mit ihm hatte Caroline vier uneheliche Kinder, die 1859 als „Künsberg, Freiherrn und Freiinnen von Fronberg“ legitimiert wurden.
1861 kaufte ein Freiherr von Ziegler das Rittergut Ettmannsdorf, verkaufte es aber bereits 1866 an die Freiherrn von Podewils. Von 1866 bis 1992 war es dann im Besitz des Ordens der Schwestern vom Guten Hirten.

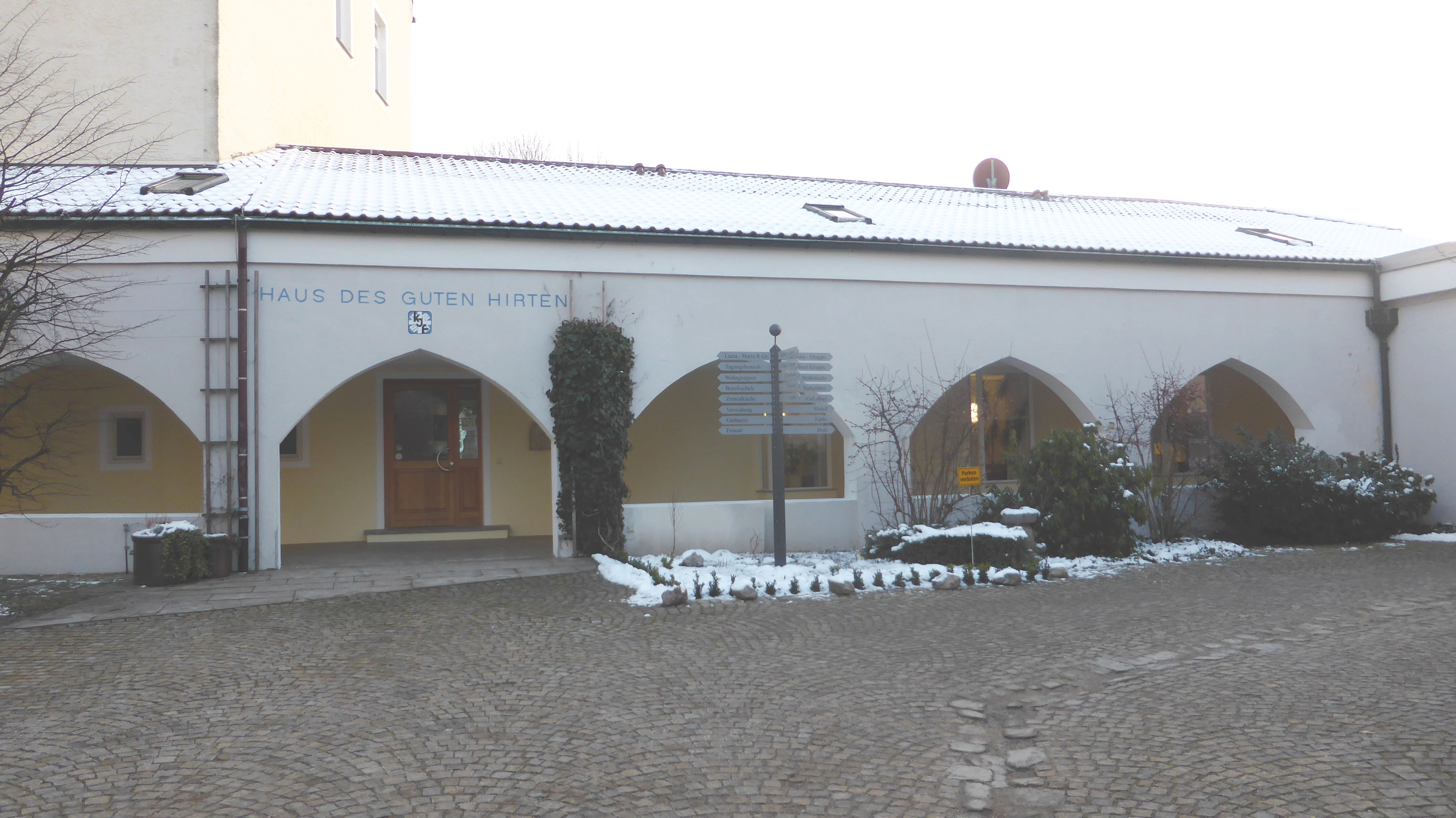
Arkaden im Neuen Schloss Ettmannsdorf

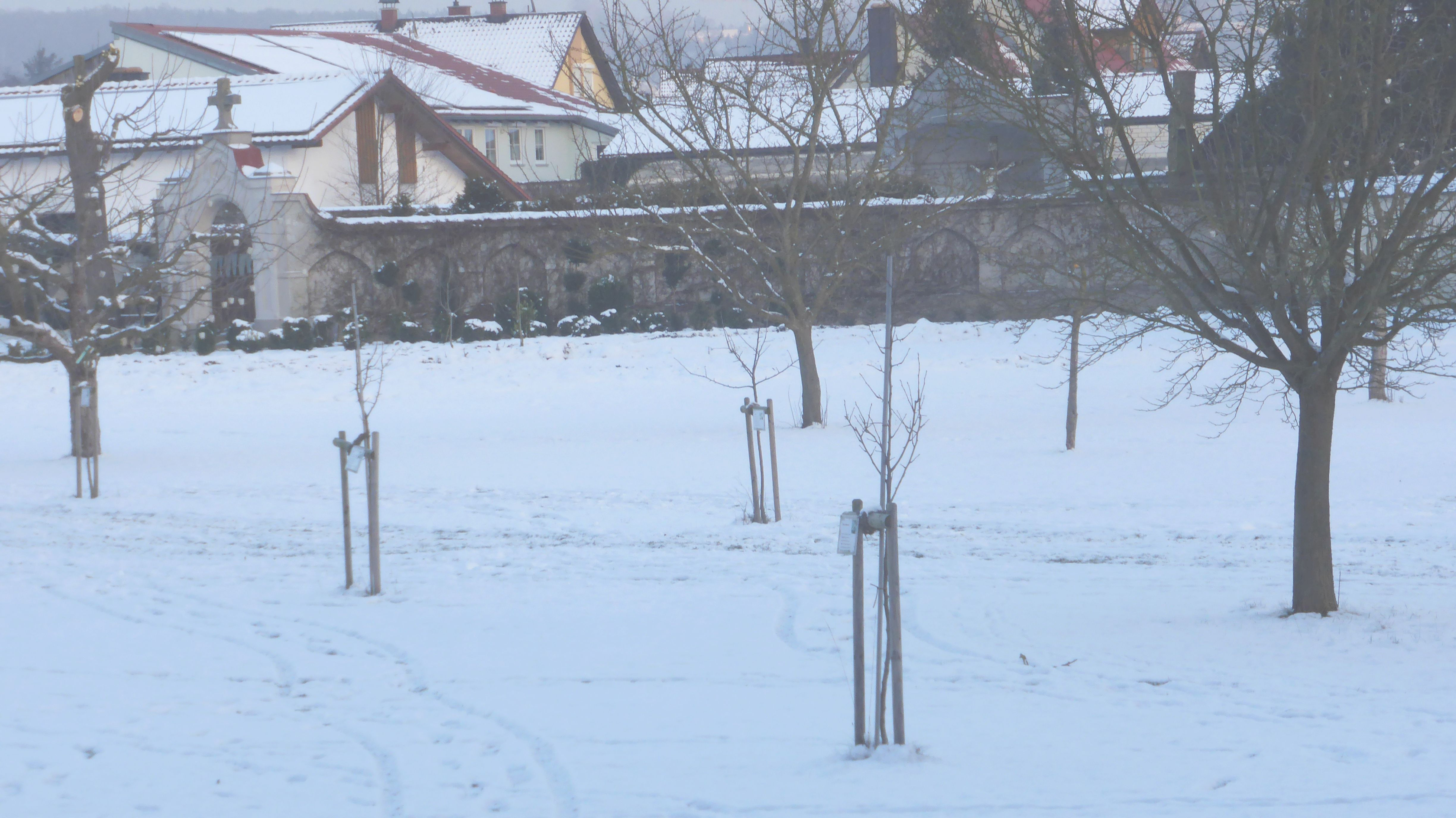
Klostergarten

## Neues Schloss Ettmannsdorf heute
Seit Max Karl Freiherr von Spiering wurde das Neue Schloss (von ihm 1777 erworben) nicht mehr bewohnt. D. h. das Schloss wurde auch nicht mehr gepflegt und die Bewohner von Ettmannsdorf plünderten den leerstehenden Bau. Nach dem Österreichisch-Französischen Krieg von 1796 wurde verwundete Österreicher in dem zu einem Lazarett umfunktionierten Schloss gepflegt.
Der Orden der Schwestern vom Guten Hirten richtete ab 1866 in dem heruntergekommenen Gebäude ein Kloster ein. Der Orden betrieb darin zunächst eine Anstalt für elternlose und verwahrloste Kinder. Die katholische Jugendfürsorge der Diözese Regensburg eröffnete 1981 im neuen Schloss eine Berufsschule zur individuellen Lernförderung und übernahm 1992 die gesamte Einrichtung. In den folgenden Jahren wurden Werkstätten für Holz, Metall und Farbe sowie eine Gärtnerei mit Gewächshäusern, eine Wäscherei, Wohngruppen für männliche Jugendliche und Freizeiträume mit Cafeteria, Töpferei, Grillplatz und eine Turnhalle geschaffen.
Noch heute befinden sich Gewölbegänge im Eingangsbereich, auch besteht noch eine das Anwesen umfassende Klostermauer und eine große Gartenlandschaft im hinteren Bereich.